# Inés de Suárez
Inés de Suárez (1507 ?, Plasencia - 1580, Chile) byla aktivní účastnice dobývání Chile, milenka Pedra de Valdivia a poté manželka chilského guvernéra Rodriga de Quiroga.

## Život
Do Jižní Ameriky připlula snad roku 1537. Předpokládá se, že ji za moře přivedla touha najít svého muže Juana z Malagy, který měl sloužit u bratrů Pizzarových. Roku 1538 je doložen její pobyt v Limě a roku 1539 jako vdova po španělském vojákovi získala malý pozemek s indiány v Cuzcu. Pravděpodobně v tuto dobu se sblížila s ženatým Pedrem de Valdivia a stala se jeho milenkou. Koncem roku 1539 požádal Valdivia Francisca Pizarra o povolení cesty na jih do Chile, které získal pro sebe, doprovod i Inés v lednu 1540. Cesta přes poušť byla velmi náročná, cíle dosáhl unavený průvod v prosinci téhož roku, kdy došel do úrodného údolí řeky Mapocho. Zde 12. února 1541 založili město Santiago del Nuevo Extremo, které zpočátku sloužilo jako pevnost bránící obsazená a dobytá území, později se stalo sídlem guvernéra a střediskem kultury a vzdělání pro zdejší oblast.

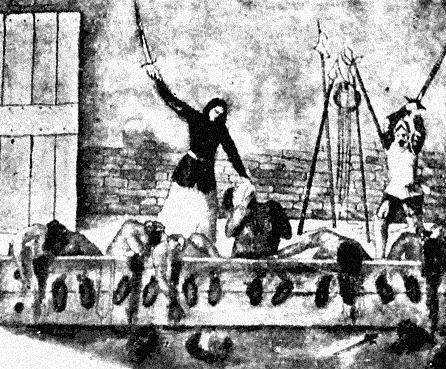
Inés popravuje zajaté Mapuče

Místní indiáni nepřijali španělské osadníky a v září 1541 muselo mladé město za Valdiviovy nepřítomnosti čelit nájezdu vzbouřených domorodců. Celý den se bojovalo, město hořelo. Inés nechala po celodenním ošetřování raněných popravit sedm indiánských rukojmích a hodit jejich hlavy mezi bojující. Poté se navlékla do mužské zbroje a na koni vyjela do válečné vřavy. Mezi indiány po nečekaném divadle zavládl zmatek a osadníkům se podařilo je vytlačit z městských ulic.
Konec mileneckému vztahu s Valdiviou učinil soud v Limě, kde byl nařčen z mimomanželského poměru a finanční zpronevěry. Roku 1549 se provdala za kapitána Rodriga de Quiroga, vedla poklidný život a věnovala se charitě.
Pedro de Valdivio byl zabit Mapuči roku 1553, Rodrigo de Quiroga se dvakrát stal guvernérem Chile a zemřel roku 1580. On sama svého muže následovala o pár měsíců později.